# Stéphane Léoni
Stéphane Léoni (Saint-Mihiel, 5 marzo 1976) è un allenatore di calcio ed ex calciatore francese, di ruolo difensore.